# Tanrı Misafiri

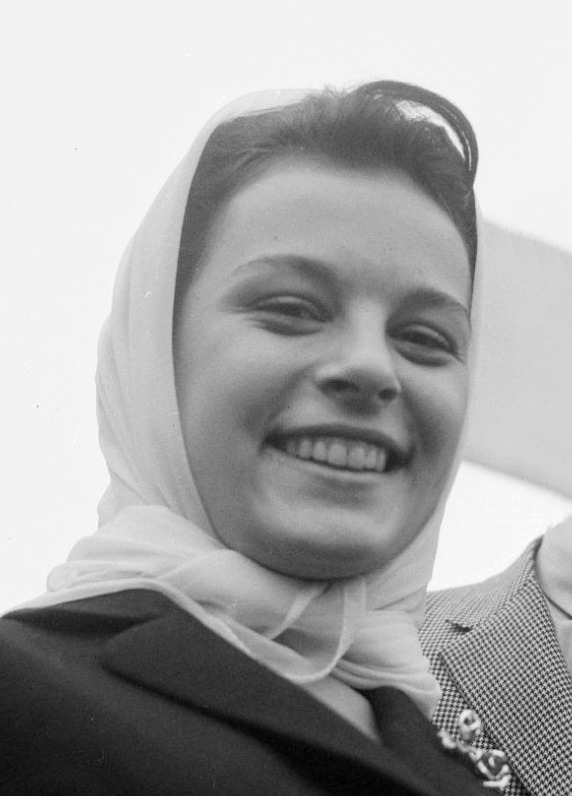
Hülya Koçyiğit, l'actriu principal

Tanrı Misafiri (en turc: Convidat de Déu) és una pel·lícula turca feta a 1973. Dirigida per Mehmet Dinler, els principals personatges són encarnats per Ediz Hun, Hülya Koçyiğit i l'actor infantil Ömercik. L'actriu principal, Hülya Koçyiğit, va guanyar una Taronja d'Or per aquesta pel·lícula al Festival Internacional d'Altın Portakal a Antalya.